# Kuzey Kıbrıs Turkcell
«Kuzey Kıbrıs Turkcell» («KKTCELL») — оператор стільникового зв'язку самопроголошеної держави "Північного Кіпру". Є 100 % дочірньою компанією «Turkcell» (Туреччина). Головний офіс компанії розташовано в місті Лефкоша. Зона покриття мережі охоплює 100 % населення, а частка ринку становить 69 %.
В Україні холдингова компанія оператора (Turkcell) надає послуги зв'язку під брендом lifecell.

## Історія

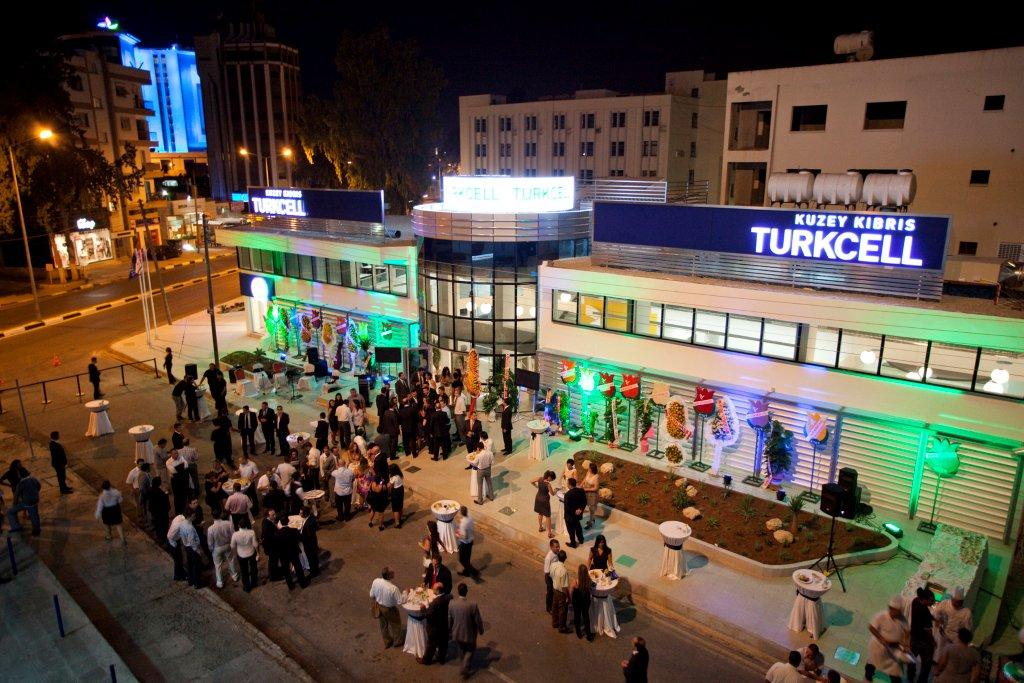
Головний офіс компанії в Лефкоші

Компанія заснована 3 серпня 1999 року.
У листопаді 2008 року компанія запустила в експлуатацію мережу «третього покоління» (3G).
За даними на березень 2009 року кількість абонентів сягала 318 тис. осіб, а доходи компанії становили 11 млн. Турецьких лір.